# بيتر ماخ
بيتر ماخ (بالتشيكية: Petr Mach)‏ (و. 1975  م) هو اقتصادي، وسياسي تشيكي، ولد في براغ، وهو عضوٌ في كشافة.

## مناصب
تولى منصب عضو في البرلمان الأوروبي (1 يوليو 2014–31 أغسطس 2017).

## التعليم
تعلم في جامعة الاقتصاد في براغ.